# Gare des Herbiers
La gare des Herbiers est une gare ferroviaire française de la ligne de Vouvant - Cezais à Saint-Christophe-du-Bois, située sur le territoire de la commune des Herbiers, dans le département de Vendée, en région Pays de la Loire.
Les trains touristiques de l'association du Chemin de fer de la Vendée en provenance de Mortagne-sur-Sèvre effectuent leurs manœuvre dans cette gare.

## Situation ferroviaire
Établie à 119 mètres d'altitude, la gare des Herbiers est située au point kilométrique (PK) 47,181 de la ligne de Vouvant - Cezais à Saint-Christophe-du-Bois, entre les gares des Epesses et de Saint-Paul-en-Pareds.

## Histoire

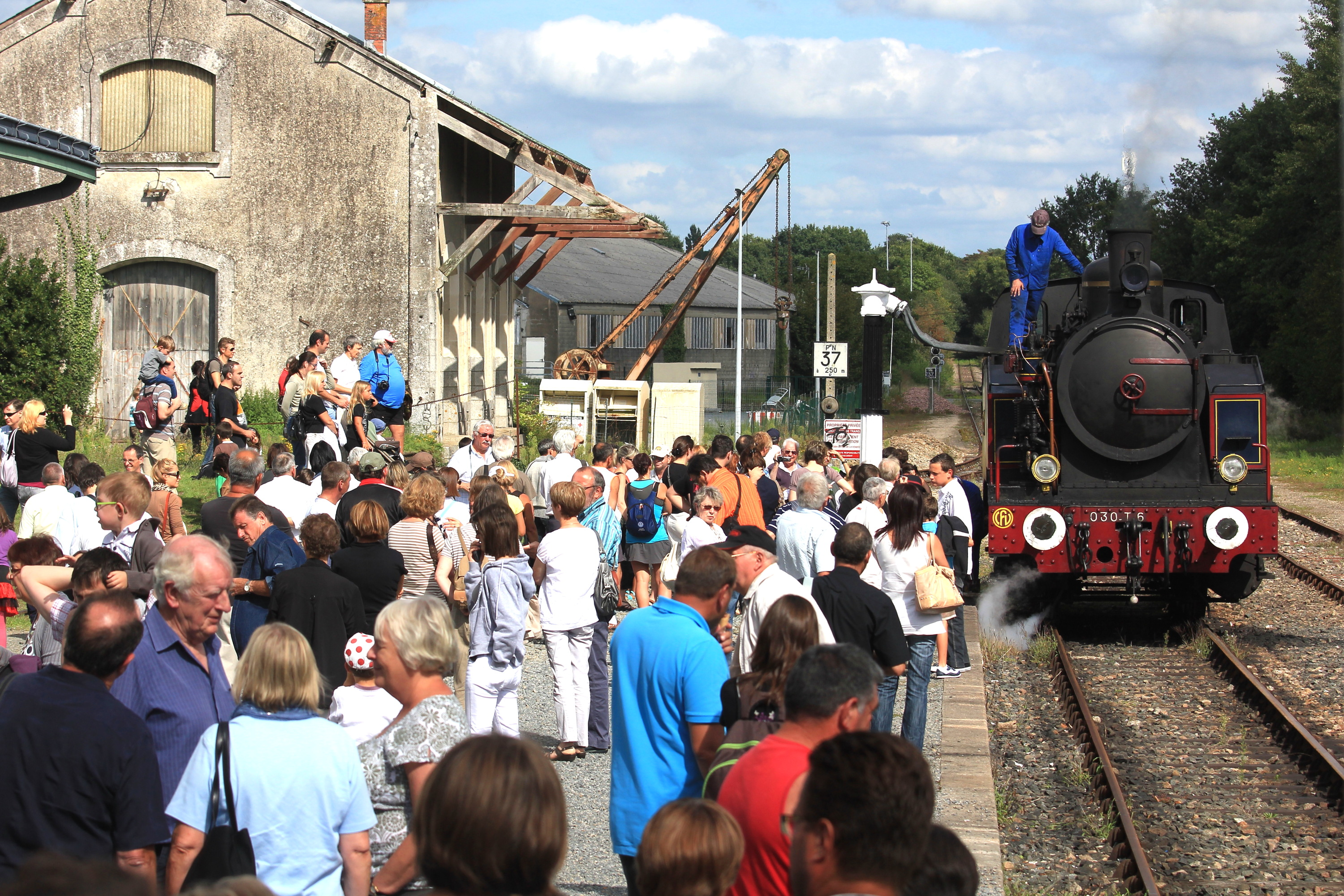
Affluence lors de la manœuvre avec prise d'eau du train touristique à vapeur.

La gare est mise en service 27 juillet 1914 par l'Administration des chemins de fer de l'État.
La gare est fermée en 1939 aux voyageurs et 1992 pour le trafic de marchandises. L'ancien bâtiment voyageur accueille désormais un restaurant.

## Projet
La gare devrait retrouver des voyageurs d'ici 2030 grâce à la future ligne qui devrait la relier à la gare de Cholet en passant notamment par le Puy du Fou.

## Voir aussi

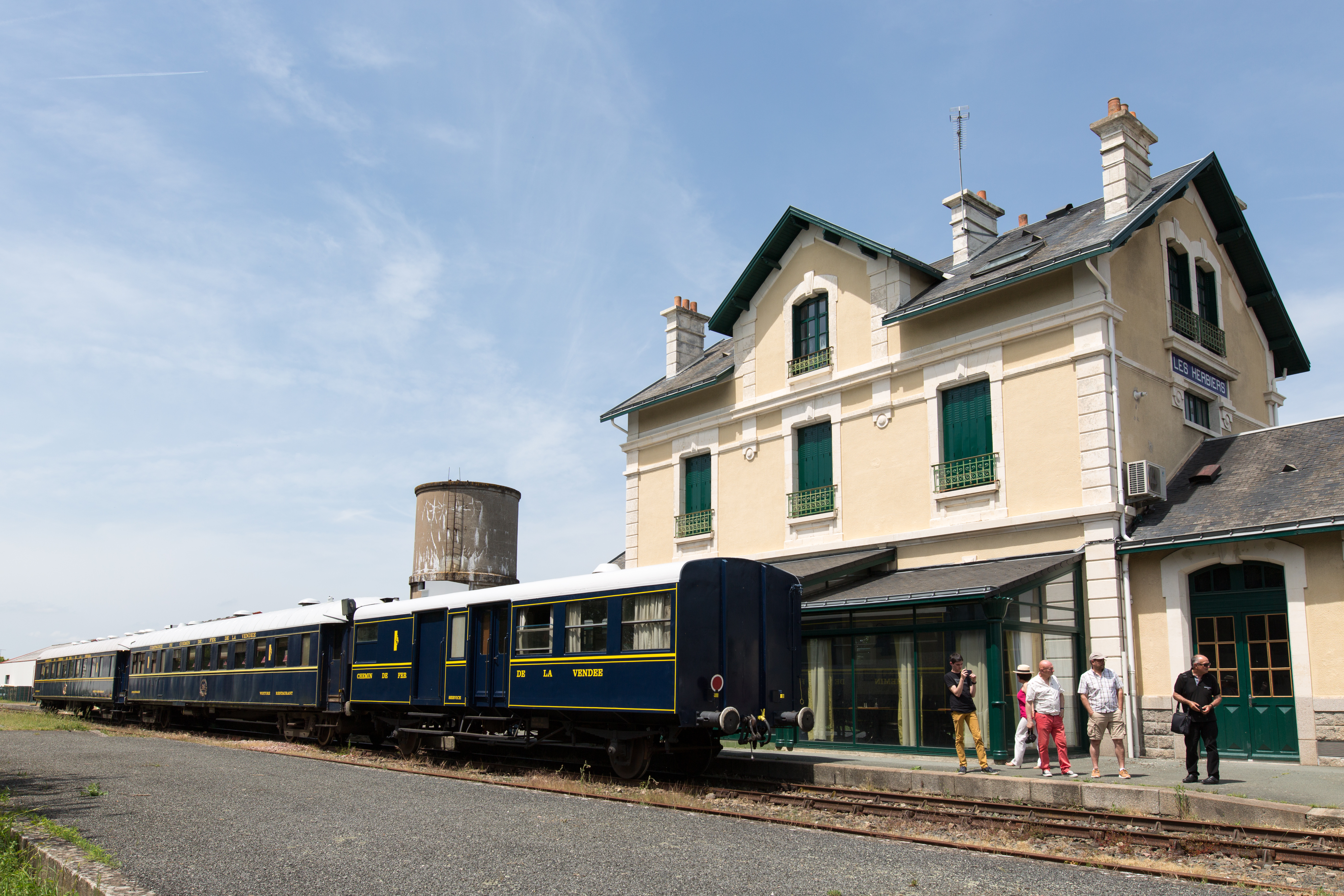
Train touristique en gare.